# 石徹白川
石徹白川（いとしろがわ）は、岐阜県および福井県を流れる九頭竜川水系の河川で日本海へ流れる。1958年、もともと福井県だった石徹白村の大部分が岐阜県白鳥町（現・郡上市）に分水嶺を越えて越県合併したため、岐阜県では珍しい九頭竜川水系の川となった。

## 概要
岐阜県郡上市白鳥町石徹白の高山市との境界に位置する両白山地銚子ヶ峰（1,810m）に源を発し南流。県境付近で南西に転じ、福井県大野市朝日付近で九頭竜川に合流する。左岸にある白山中居神社から上部の流域は白山国立公園に指定されている。ニッコウイワナやアマゴなどが生息する。昭和初期にヤマメの生息域に長良川のアマゴが放流され、その後定着して釣り客が訪れる。

## 河川施設
- 石徹白ダム（福井県大野市角野前坂/大野市三面）
- 山原ダム（福井県大野市川合/大野市朝日）

## 支流

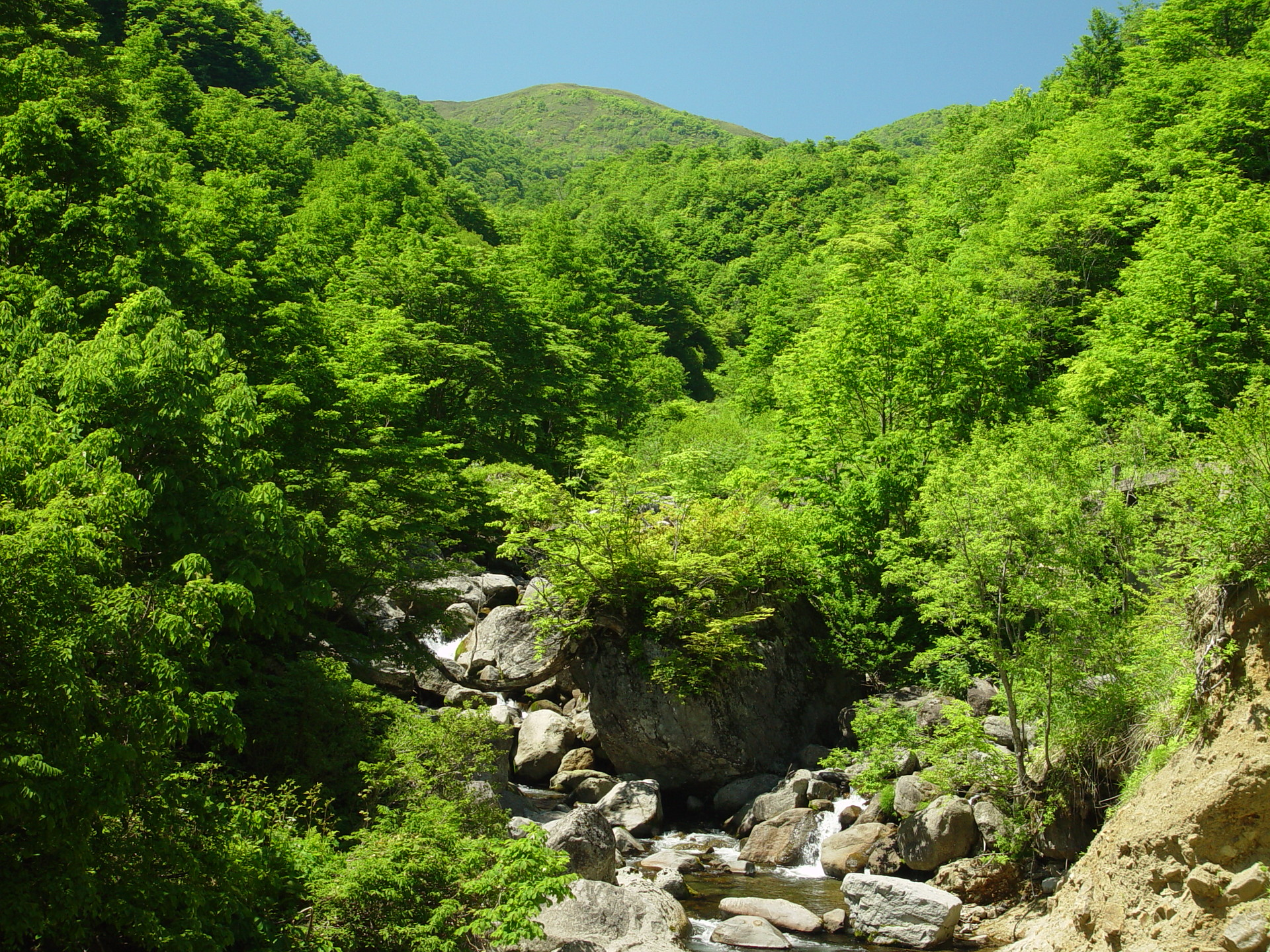
石徹白川の源流部と銚子ヶ峰

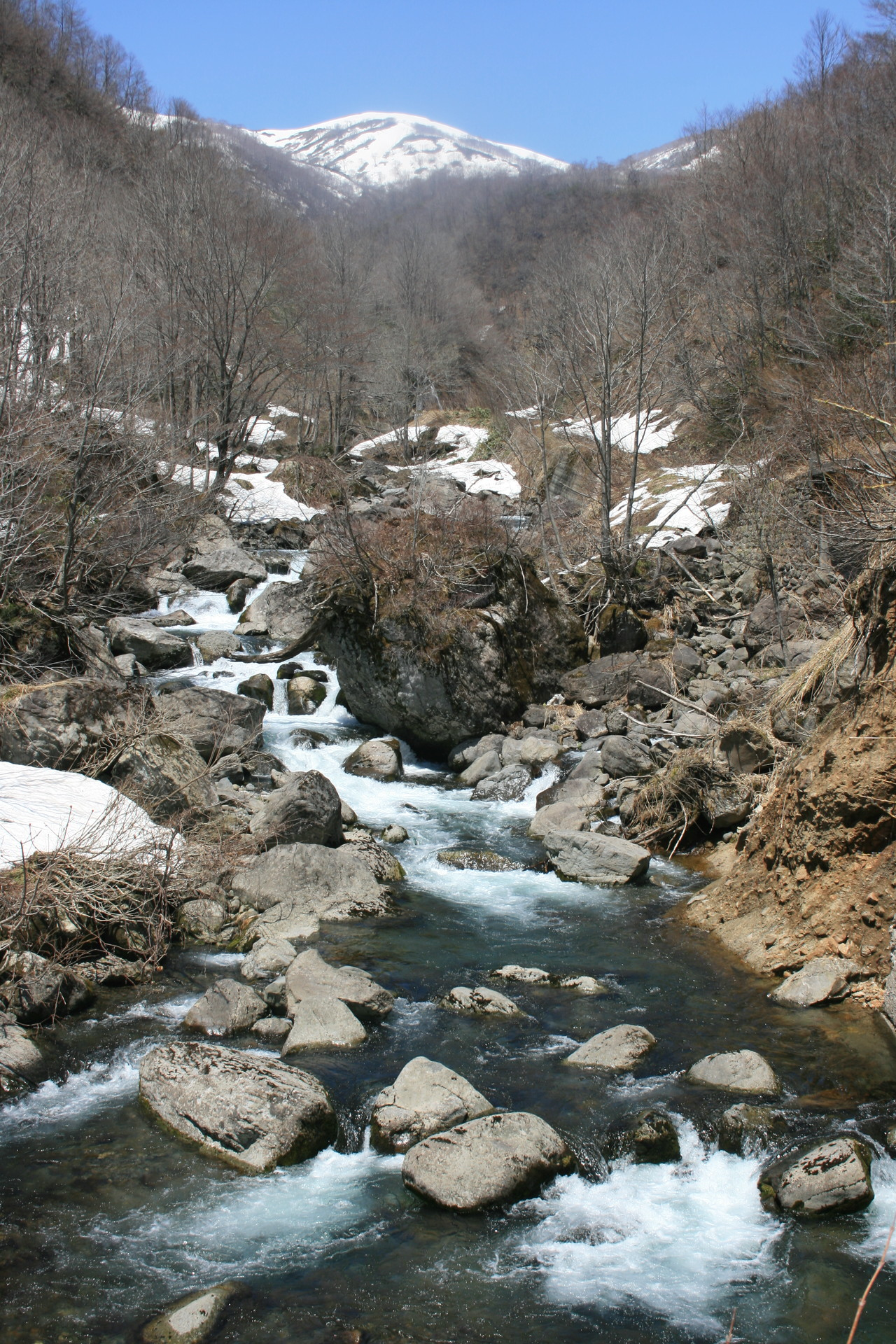
石徹白大杉付近の石徹白川の上流域

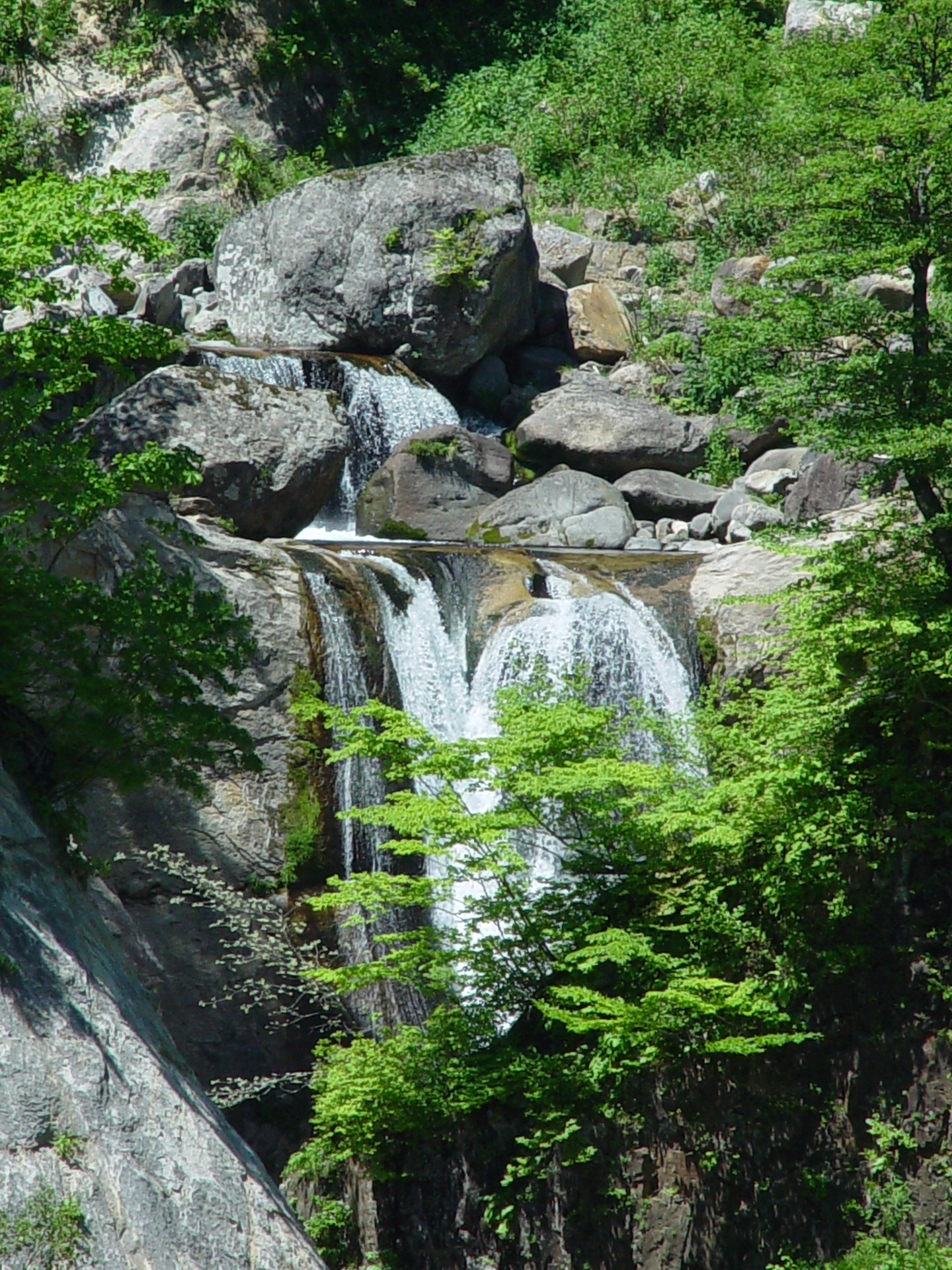
石徹白川の上流域にある大滝

### 左岸
- 智奈洞谷
- 下谷
- 前川（峠川、水後川、扇川）
- 宮川（朝日添川、保川）
- 初河谷（八反滝[3]）
- 倉谷
- 母御石谷
- 笠羽谷（本流の源流部）

### 右岸
- 長倉谷、前坂谷
- 三面谷
- 俵谷
- 小白山谷
- 推高谷
- 願教寺谷

## 漁業権
- 石徹白漁業協同組合（岐阜県側）

前川と峠川の流域では、2000年8月からキャッチ・アンド・リリース区間が設定された。
- 奥越漁業協同組合（福井県側）

## 流域の観光地・レジャー施設
- 白山中居神社（岐阜県郡上市白鳥町石徹白）
- 石徹白の大杉（岐阜県郡上市白鳥町石徹白）
- 滝
  - 八反滝（はったんだき、初河谷の中流域）[3][5]）
  - 大滝（本流の上流域）[5]
- 天狗岩ファミリーパーク（福井県大野市後野）
- ゴルフ場 - 白鳥高原カントリークラブ（郡上市 - 峠川左岸源流部）
- スキー場
  - 福井和泉スキー場（大野市 - 石徹白川右岸）
  - イトシロシャーロットタウン（郡上市 - 峠川左岸）
  - ウイングヒルズ白鳥リゾート（郡上市 - 峠川右岸源流部）
  - スノーウェーブパーク白鳥高原（郡上市 - 峠川左岸源流部）